# Dan Andersen
Dan Andersen (født 4. september 1979 i Albertslund) er en dansk stand-up komiker og musiker, som er kendt for sit show Dan Andersens Guitarshow. Dan Andersen har bl.a. medvirket i Stand-up.dk, Talegaver til børn og Comedy Aid.
Han har optrådt til private såvel som offentlige arrangementer siden 1997. I 2007 turnerede han med sit one-man show Holder 100, som efterfølgende blev udgivet på DVD under navnet Extravaganza.
Han har medvirket i flere episoder af 4-stjerners Middag i 2010-2011. Sammen med Morten Routh har han lavet podcasten Fjernsyn for mig, hvor de to værter anmelder flow-tv. Han har også været gæst i flere episoder af podcasten Dårligdommerne, der anmelder spillefilm, og i foråret 2019 fik han en fast plads, da en af medlemmerne var på barsel.
Sammen med komikerne Michael Schøt, Thomas Hartmann, Torben Chris, Anders Fjelsted og Martin Bo Andersen købte han Comedy Zoo i København af bookingbureauet FBI.

## One-man shows
- Holder 100 (Extravarganza) (2007)
- Dan Andersen På Vippen (2019)
- Dan Andersen: Nedsat hørelse, Nedsat sædkvalitet, Opsat far! (2024)